# Ostalpen-Meier
Der Ostalpen-Meier (Asperula neilreichii) ist eine seltene Pflanzenart aus der Gattung Meier innerhalb der Familie der Rötegewächse (Rubiaceae).

## Beschreibung

### Vegetative Merkmale
Der Ostalpen-Meier wächst als ausdauernde krautige Pflanze, die Wuchshöhen von bis zu 15 Zentimetern erreicht und dichte, polsterförmige Rasen bildet. Der Stängel ist im Gegensatz zum Hügel-Meier unflexibel.
Nach dem Bestimmungsschlüssel von Adler/Oswald/Fischer sind die unteren zurückgekrümmten, verkehrt-eiförmigen Stängelblätter auch in der Blütezeit erhalten, während sie beim nah verwandten Hügel-Meier verdorrt sind. Die mittleren und oberen Stängelblätter sind nicht kürzer als die Stängelglieder und manchmal eher länger.

### Generative Merkmale
Die Krone der dicht beisammenstehenden Blüten ist rosa gefärbt und außen glatt. Die Früchte sind kaum warzig.
Die Chromosomenzahl beträgt 2n = 20.

## Vorkommen
Das Verbreitungsgebiet des Ostalpen-Meiers reicht von den nordöstlichen Alpen bis zu den westlichen Karpaten. Er kommt als Nunatakrelikt beispielsweise in den Chiemgauer Alpen und den Ammergauer Alpen in Höhenlagen zwischen 1630 und 2050 Metern vor. Besonders auf alpinen und subalpinen Schutthalden-Pflanzengesellschaften ist der Ostalpen-Meier anzutreffen.
Als Standort bevorzugt der Ostalpen-Meier in den Chiemgauer Alpen den Wettersteinkalk und am Geigelstein den Hauptdolomit. Er gedeiht auf „Kalkstein-Schwarzerden“, sogenannten Rendzinen. In Österreich ist der Ostalpen-Meier in den Bundesländern Niederösterreich, Oberösterreich, der nördlichen Steiermark und möglicherweise auch in Salzburg anzutreffen.
Der Ostalpen-Meier wurde 1988 von Frankl auch im Tiroler Teil der Allgäuer Alpen an der Hundsarschscharte an der Schlicke in Höhenlagen von 1750 bis 1850 Metern in Polstern von Carex firma entdeckt.

## Erforschungsgeschichte
Otto Sendtner fand den Ostalpen-Meier 1850 am Geigelstein wahrscheinlich als Erster, ordnete ihn aber dem Hügel-Meier zu. Er gab als Verbreitungsgebiet „Alpen in der Höhe von 5514 Pariser Fuß“ an. Die Erstbeschreibung erfolgte 1859 durch den Wiener Botaniker und Juristen August Neilreich in seinem Buch Flora von Niederösterreich, allerdings als Varietät des Hügel-Meier von Asperula cynanchica var. alpina. Neilreich fand diese Pflanzenart damals „im Saugraben des Schneeberges, auf der Schütt der Griesleiten in der Prein, hier häufig.“ 1883 erkannte der Wiener Botaniker Günther Beck den Ostalpen-Meier als eigene Art an und gab ihm, weil das Epithet alpina im Artrang schon an eine andere Asperula-Art vergeben war, den Namen Asperula neilreichii.